# Fort Monvidal
Fort Movidal je kopnena utvrda koja se nalazi na pulskome brežuljku Monvidal. Izgradilo ju je Austrijsko Carstvo tijekom druge polovice 19. stoljeća radi zaštite glavne luke svoje ratne mornarice. Utvrda se nalazila u sektoru I Obalne regije Pula (njem. Küstenabschnitt Pola).
Utvrda Monvidal spada u skupinu polukružnih, odnosno potkovastih samostalnih fortifikacijskih objekata građenih na periferiji grada, oko pulske luke, u vrijeme podizanja Arsenala (između 1852. godine i 1856. godine), zbog njegove zaštite i kao nadopuna postojećeg obrambenog sustava izgrađenog između 1816. godine i 1818. godine. Služila je za obranu kopna i mora i bila je okrenuta od sjeveroistoka do jugozapada, a domet njenih topova bio je od 800 do 1.000 metara.
Ovaj teoretski neprobojan pojas nije bio nikada upotrijebljen jer nije bilo napada. Usprkos tome, utvrde su ispunile svoju ulogu, jer je samo njihovo postojanje omogućilo da Pula u tom razdoblju ne bude napadnuta, što je posebno došlo do izražaja nakon bitke kod Visa.
Utvrde su bile jednim dijelom ukopane u brdo i vrlo jednostavno oblikovane, a arhitektura se prilagođavala čistoj geometriji. Karakteristično je da su potpuno izgrađene od kamena, tradicijskim materijalima i tehnikama gradnje koje su se u Puli počele razvijati već u doba Rimskog Carstva u čemu leži njihova velika vrijednost. U gradnji utvrde Monvidal sudjelovala je kamenoklesarska radionica obitelji Valle, u ovom slučaju Jozefa, koja je radila i na brojnim drugim pulskim građevinama, a popravila je i urušeni luk Arene.
Fort Monvidal se koristio kao skladište oružja, osim razdoblja od 1914. godine do 1947. godine kada e koristio kao spremište i vojarna. Nakon što ju je JNA jednim dijelom napustila 1950. godine utvrda se koristila kao skladište voća i povrća Pulskog poduzeća Puljanka, od 1960. godine restoran, a od 1970. godine je bila noćni bar, potom je kratko 1979. godine služila kao skladište knjižare, a onda se do 2003. godine koristila kao plastičarska radionica. A od tada se u utvrdi nalazi antena, i planira se otvoriti kafić i otvoriti za javnost. Utvrda je i drugim dijelom napuštena 1969. godine. Utvrda je poznata i zbog požara koji je buknuo u njoj 2006. godine.  
Čuvar, vlasnik utvrde i okolnog terena utvrde je MORH. Utvrda je imala svoju bateriju u blizini koja je uništena 1945. godine u Drugom svjetskom ratu u njemačkom bombardiranju. 

## Više informacija
- Pulske fortifikacije
- Nacionalna udruga za fortifikacije Pula
- Povijest Pule
- Pula